# Mostra d'arte degenerata
La Mostra d'arte degenerata (dal tedesco Die Ausstellung "Entartete Kunst") fu una mostra d'arte itinerante organizzata da Adolf Ziegler e dal partito nazista e inaugurata a Monaco di Baviera il 19 luglio 1937.
La mostra, che fu allestita a fini propagandistici e per denigrare l'arte non approvata dal regime nazista, esponeva opere d'arte moderniste confiscate ai musei tedeschi, e venne tenuta in concomitanza alla Grande mostra d'arte tedesca, che invece celebrava la cosiddetta "arte tedesca pura". Le 650 opere della Mostra d'arte degenerata vennero disposte in modo disordinato all'interno di uno spazio buio e accompagnate da slogan e didascalie ingiuriosi mirati a insultare gli artisti e i direttori dei musei che avevano acquistato le opere. L'ampia eco mediatica permessa dal giornalismo di regime contribuì al successo della mostra, che attrasse oltre due milioni di visitatori (un numero tre volte superiore di quello che visitò la Grande mostra d'arte tedesca).

## Retroscena
In seguito all'ascesa al potere di Adolf Hitler del 30 gennaio 1933, vennero presto messe in atto azioni volte a ripulire la cultura della cosiddetta "degenerazione": vennero bruciati i libri, artisti e musicisti furono licenziati dai posti di insegnamento, e i curatori dei musei sostituiti dai membri del Partito. Nel mese di settembre del 1933, venne istituita la Camera della Cultura del Reich, una branca del Reichsministerium für Volksaufklärung und Propaganda ("Ministero del Reich per l'Istruzione pubblica e la Propaganda") gestita da Joseph Goebbels.
In ambito artistico, Hitler si considerava il solo degno di decidere cosa fosse accettabile e ciò che invece fosse "degenerato" e "moderno". Sebbene Goebbels e altri ammirassero le opere espressioniste di artisti come Emil Nolde, Ernst Barlach ed Erich Heckel, una fazione guidata da Alfred Rosenberg disprezzava gli espressionisti; il risultato fu un'aspra disputa ideologica che venne risolta solo nel settembre del 1934, quando Hitler, che denunciò l'arte moderna e definì "incompetenti, imbroglioni e pazzi" i suoi esponenti, dichiarò che non ci sarebbe stato spazio per la sperimentazione modernista nel Reich.
Nella prima metà del 1937, erano in corso i preparativi per la Große Deutsche Kunstausstellung ("Grande mostra d'arte tedesca"), che doveva esibire l'arte approvata dai nazisti. Molti artisti tedeschi presentarono su richiesta le 15 000 opere destinate alla Grande mostra d'arte, alcune di queste vennero scelte da una giuria comprendente i sostenitori di Goebbels. Tuttavia, Hitler non approvò nessuno dei manufatti selezionati e, dopo aver licenziato la giuria, incaricò il suo fotografo personale Heinrich Hoffmann di selezionare nuove opere.
In un'annotazione nel diario risalente al 4 giugno 1937, Goebbels concepì l'idea di una mostra separata di opere dell'epoca di Weimar, che riteneva essere un'"era del decadimento". Asseriva inoltre che tale mostra avrebbe permesso alle persone di "vedere e comprendere." Secondo lo storico dell'arte Olaf Peters, Goebbels avrebbe proposto la mostra d'arte "degenerata" al cancelliere tedesco anche per mettere in auge la scarsa qualità dell'arte tedesca approvata dal regime. Peters ritiene anche che Goebbels avrebbe tentato di riconquistare la fiducia di Hitler in quanto il dittatore aveva sostituito i giurati di Goebbels con quelli di Hoffmann, considerato da Goebbels un potenziale rivale. Il 30 giugno, Hitler firmò un ordine che autorizzava la Mostra d'arte degenerata. Goebbels affidò ad Adolf Ziegler, il capo della Reichskammer der Bildenden Künste ("Camera di Arti visive del Reich"), incaricato di una commissione composta da cinque persone che visitò collezioni statali in numerose città in due settimane, sequestrando 5.238 opere che ritenevano degenerate (mostrando qualità tali come "decadenza", "debolezza di carattere", "malattia mentale" e "impurità razziale"). Questa collezione sarebbe aumentata grazie ai successivi raid sui musei, per le mostre future. La commissione si concentrava su opere di artisti citati nelle pubblicazioni d'avanguardia ed è stata aiutata da alcuni avversari veementi dell'arte moderna, come Wolfgang Willrich.
La mostra venne preparata in fretta per essere presentata in concomitanza con la Grande mostra d'arte tedesca che sarebbe stata aperta il 18 luglio 1937. Imitando Hitler, Ziegler ha presentato una mordente critica dell'arte moderna all'apertura della mostra d'arte degenerata il 19 luglio 1937.

## La mostra

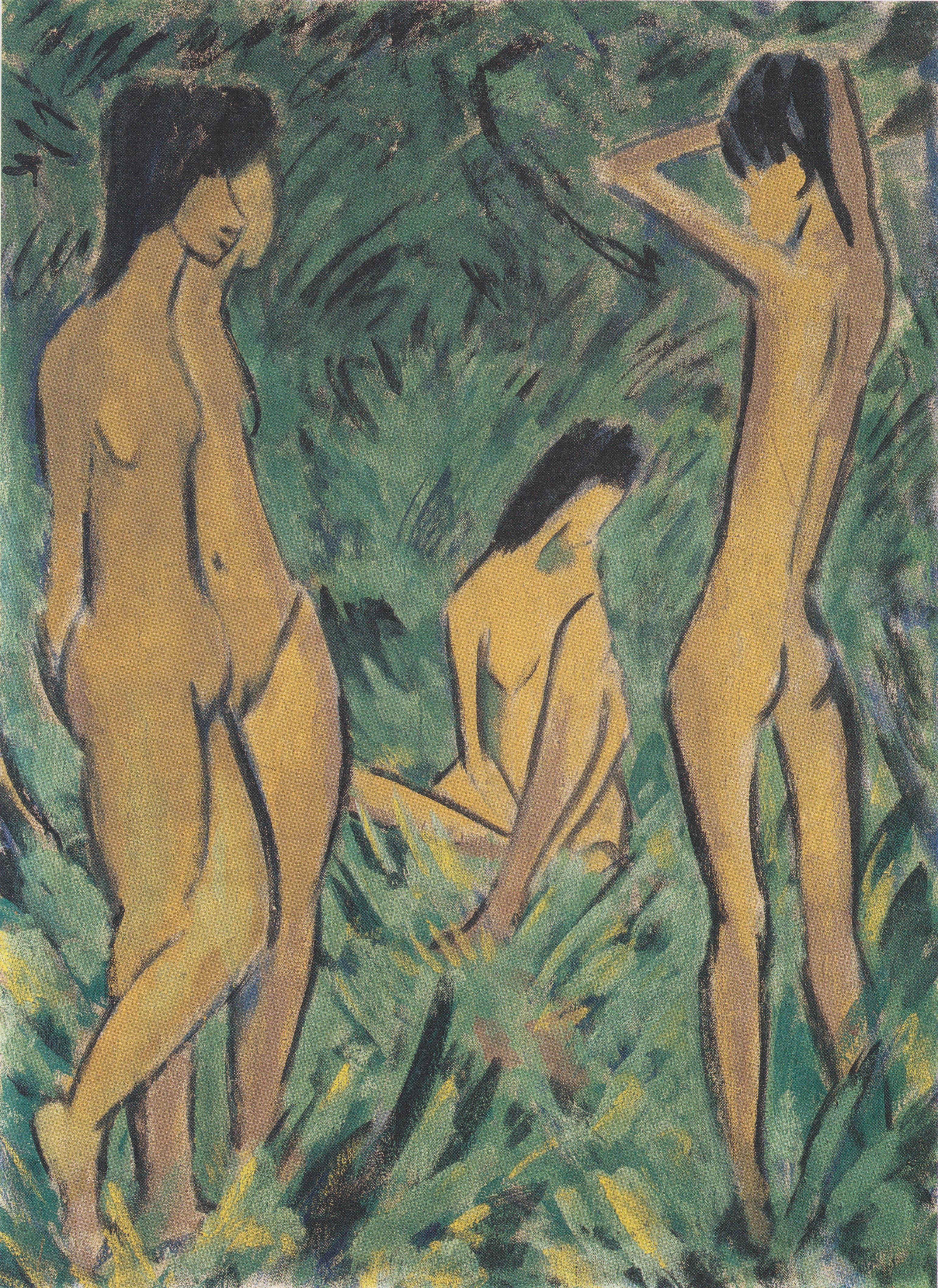
Knabe vor zwei stehenden und einem sitzenden Mädchen (1918 ca.) di Otto Mueller, una delle opere esposte nella Mostra d'arte degenerata

La mostra ha presentato 650 opere d'arte, confiscate ai musei tedeschi, e fungeva da contrappunto alla concomitante grande mostra d'arte tedesca. Il giorno prima dell'inizio della mostra, Hitler pronunciò un discorso in cui dichiarava "guerra spietata" alla disintegrazione culturale, attaccando "chiacchieroni, dilettanti e truffatori d'arte". Secondo i nazisti, l'arte degenerata era l'insieme delle opere che "insultano il sentimento tedesco, o distruggono o confondono la forma naturale o semplicemente rivelano un'assenza di adeguate capacità manuali e artistiche". Nelle prime sei settimane di esposizione parteciparono alla mostra un milione di persone.
La mostra fu ospitata nell'Istituto di archeologia nell'Hofgarten: luogo scelto per le sue qualità particolari (stanze scure e strette). Molte opere furono esposte senza cornice e parzialmente coperte da slogan spregiativi. Vennero scattate fotografie delle mostre e un catalogo, prodotto per lo spettacolo di Berlino, che accompagnava il percorso della mostra. Fu anche prodotto un filmato di sezioni della Mostra.
L'esposizione d'arte degenerata comprendeva 650 dipinti, sculture e stampe di 112 artisti, principalmente tedeschi, fra cui George Grosz, Ernst Ludwig Kirchner, Paul Klee, Georg Kolbe, Wilhelm Lehmbruck, Franz Marc, Emil Nolde, Otto Dix, Willi Baumeister, Kurt Schwitters e altri. Ziegler confiscò e fece esporre opere di artisti stranieri, come Pablo Picasso, Jean Metzinger, Albert Gleizes, Piet Mondrian, Marc Chagall e Vasilij Kandinsky. La mostra durò fino al 30 novembre 1937 e venne visitata da 2 009 899 persone (in media 20 000 al giorno).

### Disposizione delle opere
Le prime tre stanze erano a tema: la prima conteneva opere considerate degradanti della religione, la seconda presentava principalmente opere di artisti ebrei, mentre la terza conteneva opere ritenute offensive verso donne, soldati e contadini della Germania. Il resto della mostra non seguiva un tema specifico.
Le pareti recavano didascalie denigratorie rivolte alle opere, fra cui:
- Insolente presa in giro del Divino sotto il dominio centrista.
- Rivelazione dell'anima razziale ebraica.
- Un insulto alla femminilità tedesca.
- L'ideale - cretina e puttana.
- Deliberato sabotaggio della difesa nazionale.
- Agricoltori tedeschi: una visione yiddish.
- La brama ebraica per la natura selvaggia si rivela - in Germania il negro diventa l'ideale razziale di un'arte degenerata.
- La follia diventa metodo.
- La natura vista da menti malate.
- Anche i pezzi grossi dei musei definivano questa "arte del popolo tedesco".

## Obiettivi politici
I discorsi dei leader del partito nazista erano in contrasto con i manifesti di artisti di vari movimenti artistici, come quello dada e quello surrealista. Accanto a molti dipinti vi erano le etichette che indicavano quanti soldi spendeva un museo per acquisire l'opera d'arte. Nel caso di dipinti acquisiti durante l'iperinflazione di Weimar del dopoguerra dei primi anni venti, quando il costo di un chilo di pane raggiunse 233 miliardi di marchi tedeschi, i prezzi dei dipinti divennero inevitabilmente altissimi. La mostra era stata ideata per promuovere l'idea che il modernismo fosse una cospirazione di persone che odiavano la decenza tedesca, spesso identificata come ebrea-bolscevica, sebbene solo sei dei 112 artisti inclusi nella mostra fossero in realtà ebrei.
Al contrario, la concomitante Grande mostra d'arte tedesca aveva lo scopo di mostrare il tipo di arte più classico e "razzialmente puro" sostenuto dal regime nazista. Quella mostra venne ospitata nei pressi di Hofgarten, nella Haus der Deutschen Kunst. Essa è stata giudicata mediocre dalle fonti moderne e ha attirato solo circa la metà dei visitatori di quella dedicata all'arte degenerata.

## Eventi successivi

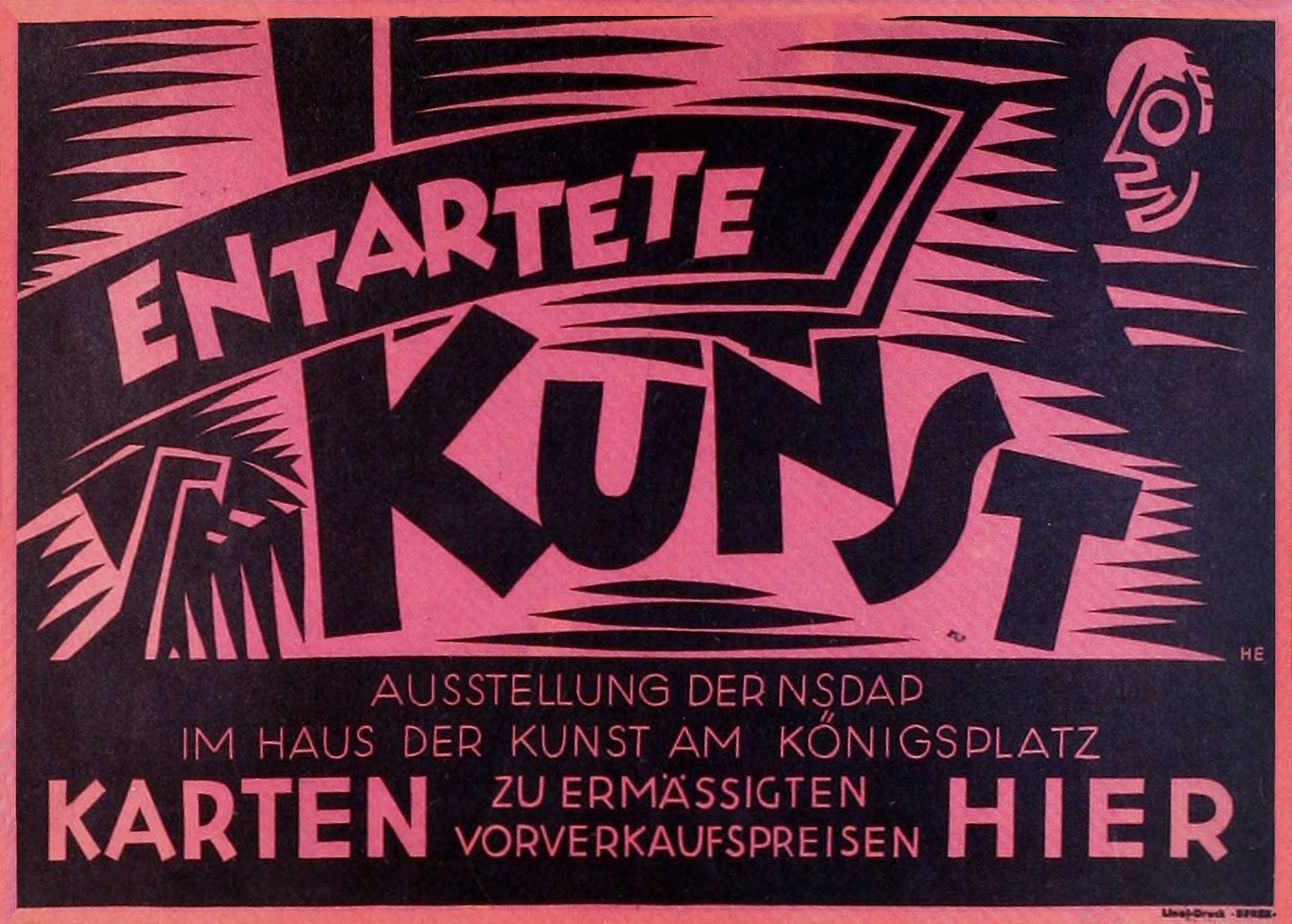
Poster della Mostra dell'arte degenerata tenuta a Berlino nel 1938.

Pochi mesi dopo il 30 novembre, giorno in cui venne conclusa l'esposizione di Monaco, la Mostra fece tappa a Berlino, Lipsia, Düsseldorf, Weimar, Halle, Vienna e Salisburgo, per essere vista da un altro milione di persone. Molte opere vennero poi vendute, anche se gli acquirenti interessati erano scarsi e i prezzi calarono drasticamente con l'aggiunta di una così grande quantità di opere al mercato dell'arte: Goebbels scrisse di loro cambiando di mano tra i collezionisti statunitensi per "dieci centesimi al chilo", anche se alcuni "cambi... andranno nel piatto per le spese di guerra, e dopo la guerra saranno dedicati all'acquisto di arte". Il 20 marzo 1939 vennero bruciati quasi 20 000 manufatti artistici.
Nel 1991, il Los Angeles County Museum of Art organizzò una riproduzione forense della mostra.
300 delle opere esposte vennero apparentemente acquistate o altrimenti acquisite dal mercante d'arte Hildebrand Gurlitt che le aveva riportate distrutte dai bombardamenti, tuttavia riemerse quando i dettagli della Collezione Gurlitt ereditata dal figlio Cornelius furono resi noti nel 2013. Cornelius Gurlitt lasciò la collezione al Museo di Belle Arti di Berna, in Svizzera, che a novembre 2017 ne espose alcuni in una mostra dal titolo Gurlitt: Status Report: Degenerate Art - Confiscated and Sold ("Gurlitt: Rapporto sullo stato dell'arte degenerata - Confiscati e venduti").
La Galleria Theodor Fischer organizzò nel Grand Hotel National di Lucerna, il 30 giugno 1939 una vendita all’asta di arte degenerata alla quale parteciparono circa 300 invitati. Il catalogo d’asta elencava 109 dipinti e 16 sculture di 39 artisti, ma solo 85 pezzi furono acquistati, di cui nove dal Comune di Liegi (Belgio).
Nel 2014, la Neue Galerie di New York ha tenuto Degenerate Art: The Attack on Modern Art in Nazi Germany, una mostra che raccoglie dipinti e sculture della mostra del 1937 insieme a film e foto delle installazioni originali, materiali promozionali e di propaganda e alcuni esemplari di arte approvata durante il nazismo sopravvissuti dalla mostra ufficiale istituita per contrastare con le opere moderniste e d'avanguardia che i nazisti consideravano "degenerate".